# Pat Rutherford Sr. (schip, 1974)
De Pat Rutherford Sr. was een halfafzinkbaar boorplatform dat in 1974 werd gebouwd door Bethlehem Steel in Beaumont voor Field International Drilling en Viking Offshore. Het ontwerp bestaat uit twee parallelle pontons met elk drie kolommen met daarop het werkdek.
In 1979 nam Dixilyn-Field Drilling het over als Dixilyn Field 95. Eind 1987 nam Sonat Dixilyn-Field over en werd het platform Sonat D-F 95 gedoopt. In 1989 nam Exxoteq het over als Boss Prithvi. Dat bedrijf liet eind 1989 onderhoud plegen bij Dubai Drydocks, maar kon de rekening niet betalen, waarop het in 1994 werd geveild. Fal Shipping Company verkreeg daar het platform en verkocht het in 1996 aan John Fredriksen die het verkocht aan Mullen-Oliver dat het omdoopte naar Odin Neptune. In 2003 werd het platform gesloopt.
| Naam               | Werf                  | Jaar          | IMO-nummer |
| ------------------ | --------------------- | ------------- | ---------- |
| Pat Rutherford Sr. | Bethlehem Steel, 4882 | december 1974 | 8750558    |
| Marlin No. 7       | Bethlehem Steel, 4886 | november 1975 | 8752556    |